# Benchmark
Et benchmark (direkte oversat; bænkmærke) er generelt set et sammenligningsgrundlag. Dette anvendes i dag som oftest inden for edb og finans.
Ordet stammer fra engelsk og snedkerverdenen. Når en snedker havde brug for et bestemt mål ofte, ville han lave et hak (mark) i sin høvlebænk (bench) for at angive målet. Dette kaldtes et benchmark.
I finansverdenen betyder et benchmark, et markedsindeks inden for handel af en specifik aktie. Dette kan, sammen med afkastet for den specifikke aktie, bruges til at bestemme om resultatet af en investering er positivt eller negativt.
Inden for datalogi bruges ordet gerne om elektroniske test af computere, for at bestemme et sammenligningsgrundlag for effekten af en computer. 
Et benchmarkprogram udfører nogle forskellige typisk anvendte operationer/funktioner i computeren flere gange. 
Resultatet af en sådan test, kan så bruges til at sammenligne med resultater af andre computersystemer, for at se hvordan disse, rent ydelsesmæssigt, ligger i forhold til hinanden.
Det er dog ikke en entydig indplacering af computerne i forhold til hinanden, da forskellige benchmarktest vægter de udførte funktioner forskelligt og den indbyrdes placering vil afhænge af hvilket program der benyttes.